# Junonia intermedia
Junonia intermedia is een vlinder uit de familie Nymphalidae. De wetenschappelijke naam van deze soort is voor het eerst voorgesteld als Precis intermedia door Cajetan Freiherr von Felder en Rudolf Felder in een publicatie uit 1867.

## Verspreiding
De soort komt voor in Indonesië (Sulawesi, Sangihe, Pulau Selayar, Kabaena, Buton, Banggai).

## Ondersoorten
- Junonia intermedia intermedia (C. & R. Felder, [1867])
  - = Precis permagna Martin, 1920
  - = Junonia permagna (Martin, 1920)
  - = Junonia hedonia intermedia (C. & R. Felder, [1867])
- Junonia intermedia teurnia (Fruhstorfer, 1912)
  - = Precis hedonia teurnia Fruhstorfer, 1912
  - = Junonia hedonia teurnia (Fruhstorfer, 1912)